# 平沼駅 (国鉄)
平沼駅（ひらぬまえき）は、かつて神奈川県横浜市の東海道本線上に設けられていた駅である。現在の相模鉄道平沼橋駅の北側にあった。

## 概要

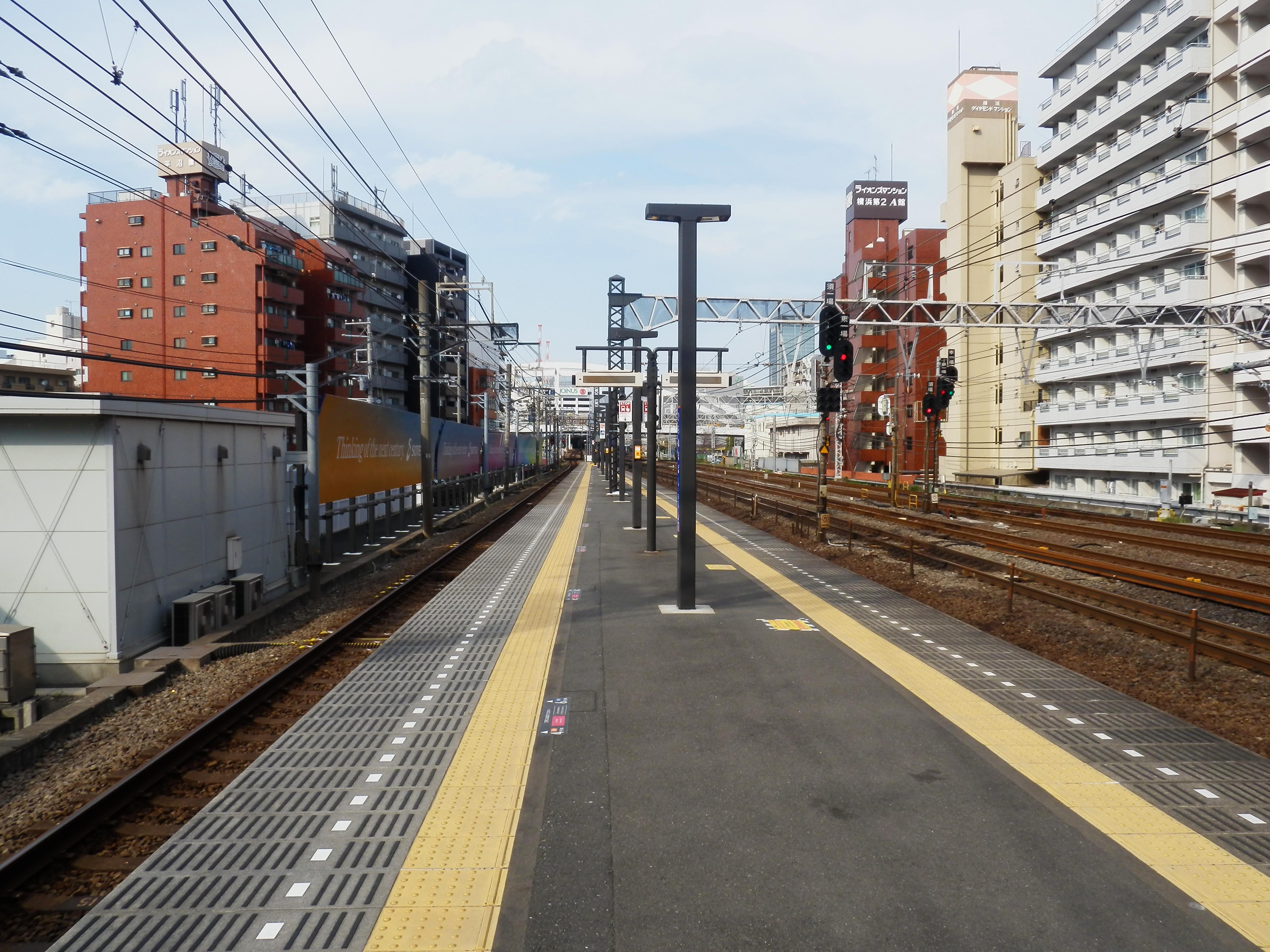
右側のマンションが建ち並ぶ場所が平沼駅跡地（相模鉄道平沼橋駅プラットホームから撮影）

### 横浜駅の構造問題
1872年（明治5年）、新橋駅 - 横浜駅間で日本初の鉄道が開業するが、この時は東西両京を結ぶ鉄道に関して具体的な計画が存在せず、横浜を通るかどうかすら検討していない状況であったことから、横浜の駅は海運との接続を考慮し、港に近い現在の桜木町駅の位置に頭端式で設置された。
その後、一時は中山道ルートと決まった両京を結ぶ鉄道であるが、予算や工事の難易度を理由とし、最終的に東海道ルートへ変更される。1887年（明治20年）、当駅から国府津駅まで路線が延伸されることになったが、前述のような構造で駅が設置されたため、線路配置はスイッチバック構造にならざるを得なかった。
1889年（明治22年）に東海道線の全通を迎えるが、スイッチバック構造であるがゆえに横浜駅（初代）は貨物が滞留する場所となった。1894年（明治27年）に日清戦争が勃発すると、陸軍の要請で神奈川駅 - 程ヶ谷駅間に短絡線が設置され、軍用貨物列車はこちらを経由するようになった。

#### 神奈川・程ヶ谷接続
日清戦争が終結すると、軍事需要は下火になったが、当時国有鉄道を運営していた逓信省鉄道局では、これを機に東海道のメインルートをこの短絡線経由に変更しようと目論んだ。
だが、横浜財界の有力者によって構成された横浜商工会議所が、その方針に猛反対し、再三にわたる陳情を行った。列車の発着本数が減少すれば、港に荷物がたまってしまうだろうとして、恐れたのである。
しかし横浜駅はスイッチバックの問題に加え、発着列車の増加により手狭になりつつあるという状況にも陥っており、貨物が数ヵ月も滞留して雨ざらしになるという有様だった。結局鉄道局は意志を曲げず、1898年（明治31年）8月1日より一部の旅客列車と貨物列車に関しては短絡線を走らせるようになり、横浜駅を経由しなくなった。横浜市街との連絡は、下り列車については横浜駅 - 神奈川駅（東神奈川駅 - 横浜駅間にあった駅で、1928年（昭和3年）廃止）間、上り列車については程ヶ谷駅（後、保土ケ谷駅と改称） - 横浜駅間に接続列車を走らせることで対応していた。

#### 駅の設置と評判
だが横浜市民からは、乗り換えはやはりわずらわしいということで不満の声が残った。そこで鉄道局では、横浜商工会議所の陳情に配慮する形で、市の外れではあるが短絡線上に駅を新設し、優等列車はここに停車させることにした。これが平沼駅で、1901年（明治34年）に開設された。
しかし、駅前には横浜市電が通っておらず、おまけに駅前に通じる道路が狭い上に曲がりくねっているなど、市街地とのアクセスは神奈川・程ヶ谷接続時代よりも劣る有様となり、評判は悪かった。結局、旅客列車の多くは横浜駅経由で残り、平沼駅の発着列車は1904年（明治37年）当時で6往復程度にとどまることとなった。
その後、京浜間で電車運転が行われる事になったが、商工会議所ではこれを機に、不便な平沼駅を廃して横浜駅を移転させることを要望した。その結果、1915年（大正4年）、東海道本線のルートを若干東側を走るように移動させ、後の東急東横線高島町駅（2004年（平成16年）1月30日廃止）付近に横浜駅を移転。初代横浜駅は桜木町駅に改称され、平沼駅は役目を終えて廃止された。駅があった場所に、過去に駅があったとわかる痕跡は残っていない。
なお、1923年（大正12年）の関東大震災で2代目横浜駅の駅舎が崩壊したため、1928年（昭和3年）には東海道本線を短絡線を経由するルート（現行ルート）に切りかえることになり、これに伴い横浜駅を現在地に移転した。

## 歴史

### 年表
- 1901年（明治34年）10月10日：駅を開設[1][2]。
- 1915年（大正4年）8月15日：横浜駅移設に伴い、廃止。
- 1931年（昭和6年）10月25日：駅跡地の南側に、神中鉄道（現：相模鉄道）平沼橋駅が開業。

### 鉄道唱歌
- 鉄道唱歌本編（1900年発表）では、横浜駅（桜木町）が出てくるが、1911年発表の「訂正鉄道唱歌」では、「神奈川過ぎて平沼の　あなたを見れば百船の煙は空をこがすまで　ここ横浜の大港」と改訂されて本駅が登場する。

## 隣の駅
東海道線
神奈川駅 - 平沼駅 - 程ヶ谷駅